# Attacapan
Attacapan je ime porodici indijanskih jezika, nekad klasificirani Velikoj porodici Hokan-Siouan, danas se vode pod Veliku porodicu Macro-Algonquian. Powell ih smatra posebnom grupom jezika koju po Attacapa Indijancima naziva Attacapan. Plemena što su govorila jezicima ove porodice življaše u krajevima ekstremnog jugozapada Louisiane i susjednim predjelima Teksasa. Nije poznat točan broj plemena porodice Attacapan. Poznati članovi su: Akokisa, Attacapa¹, Bidai, Deadose, Opelousa, Patiri, Tlacopsel. (¹Louisiana; neoznačeni Teksas.)

## Vanjske poveznice
- Attacapan Family
- The Atakapan Indian Groups